# LYPD8
LYPD8 (англ. LY6/PLAUR domain containing 8) – білок, який кодується однойменним геном, розташованим у людей на короткому плечі 1-ї хромосоми.  Довжина поліпептидного ланцюга білка становить 237 амінокислот, а молекулярна маса — 25 265.
| 10         |  | 20         |  | 30         |  | 40         |  | 50         |
| ---------- |  | ---------- |  | ---------- |  | ---------- |  | ---------- |
| MKGILVAGIT |  | AVLVAAVESL |  | SCVQCNSWEK |  | SCVNSIASEC |  | PSHANTSCIS |
| SSASSSLETP |  | VRLYQNMFCS |  | AENCSEETHI |  | TAFTVHVSAE |  | EHFHFVSQCC |
| QGKECSNTSD |  | ALDPPLKNVS |  | SNAECPACYE |  | SNGTSCHGKP |  | WKCYEEEQCV |
| FLVAELKNDI |  | ESKSLVLKGC |  | SNVSNATCQF |  | LSGENKTLGG |  | VIFRKFECAN |
| VNSLTPTSAP |  | TTSHNVGSKA |  | SLYLLALASL |  | LLRGLLP    |  |            |

A: Аланін

C: Цистеїн

D: Аспарагінова кислота

E: Глутамінова кислота

F: Фенілаланін

G: Гліцин

H: Гістидин

I: Ізолейцин

K: Лізин

L: Лейцин

M: Метіонін

N: Аспарагін

P: Пролін

Q: Глутамін

R: Аргінін

S: Серин

T: Треонін

V: Валін

W: Триптофан

Локалізований у клітинній мембрані, мембрані.
Також секретований назовні.